# Felipe Dana
Felipe Dana (* 15. srpna 1985, Rio de Janeiro) je brazilský fotoreportér pracující pro Associated Press (AP), který získal Pulitzerovu cenu.

## Kariéra
Felipe Dana je známý svým zpravodajstvím o sociální nerovnosti a městském násilí v Latinské Americe a konfliktech v různých zemích včetně Iráku, Sýrie, Afghánistánu, Gazy, Libye a Ukrajiny.
V letech 2013 a 2017 obdržel ceny World Press Photo. Felipe Dana byl také členem AP týmů ve finále Pulitzerovy ceny v letech 2017, 2018, 2019 a 2021. V roce 2023 Felipe Dana jako součást týmu AP vyhrál Pulitzerovu cenu za zpravodajství o ruské invazi na Ukrajinu.
Jeho video z dronu z bitvy o Mosul v Iráku otevírá akční film Mosul na Netflixu.

## Ocenění
- 2011: Atlanta Photojournalism Awards[10]
- 2012: Atlanta Photojournalism Awards[11]
- 2013: POY – Pictures of the Year Latam, 3 ocenění[12]
- 2013: World Press Photo award[13]
- 2015: National Press Photographers Association[14]
- 2016: National Press Photographers Association, 2 ocenění[15]
- 2016: POYi Pictures of the Year International[16]
- 2016: SPJ Sigma Delta Chi Award[17]
- 2016: APME Associated Press Media Editors[18]
- 2016: Oliver S. Gramling Journalism Awards – AP[19]
- 2016: Atlanta Photojournalism Awards[20]
- 2017: APME Associated Press Media Editors[21]
- 2017: Finalist, Pulitzer Prize for Breaking News Photography[3]
- 2017: World Press Photo award[22]
- 2017: National Press Photographers Association, 3 ocenění[23]
- 2017: Atlanta Photojournalism Awards[24]
- 2018: Finalist, Pulitzer Prize for International Reporting[4]
- 2018: Overseas Press Club of America[25]
- 2018: Shorty Awards, Nominated[26]
- 2018: National Headliner Awards, 2 ocenění[27]
- 2018: APME Associated Press Media Editors[28]
- 2018: POYi Pictures of the Year International[29]
- 2019: Finalist, Pulitzer Prize for Breaking News Photography[5]
- 2019: POYi Pictures of the Year International[30]
- 2019: The Guardian: Agency Photographer of the Year[31]
- 2019: POY – Pictures of the Year Latam, 3 ocenění[32]
- 2020: Atlanta Photojournalism Awards, 2 ocenění[33]
- 2020: National Press Photographers Association[34]
- 2021: POY – Fotografie roku Latam[35]
- 2021: Finalista, Pulitzerova cena za fotografii[6]
- 2023: Pulitzerova cena za fotografii (sdílená s Bernatem Armanguem, Jevhenem Maloljetkou, Emiliem Morenattim, Narimanem El-Moftym, Rodrigem Abdem a Vadimem Ghirdou)[8]

## Galerie

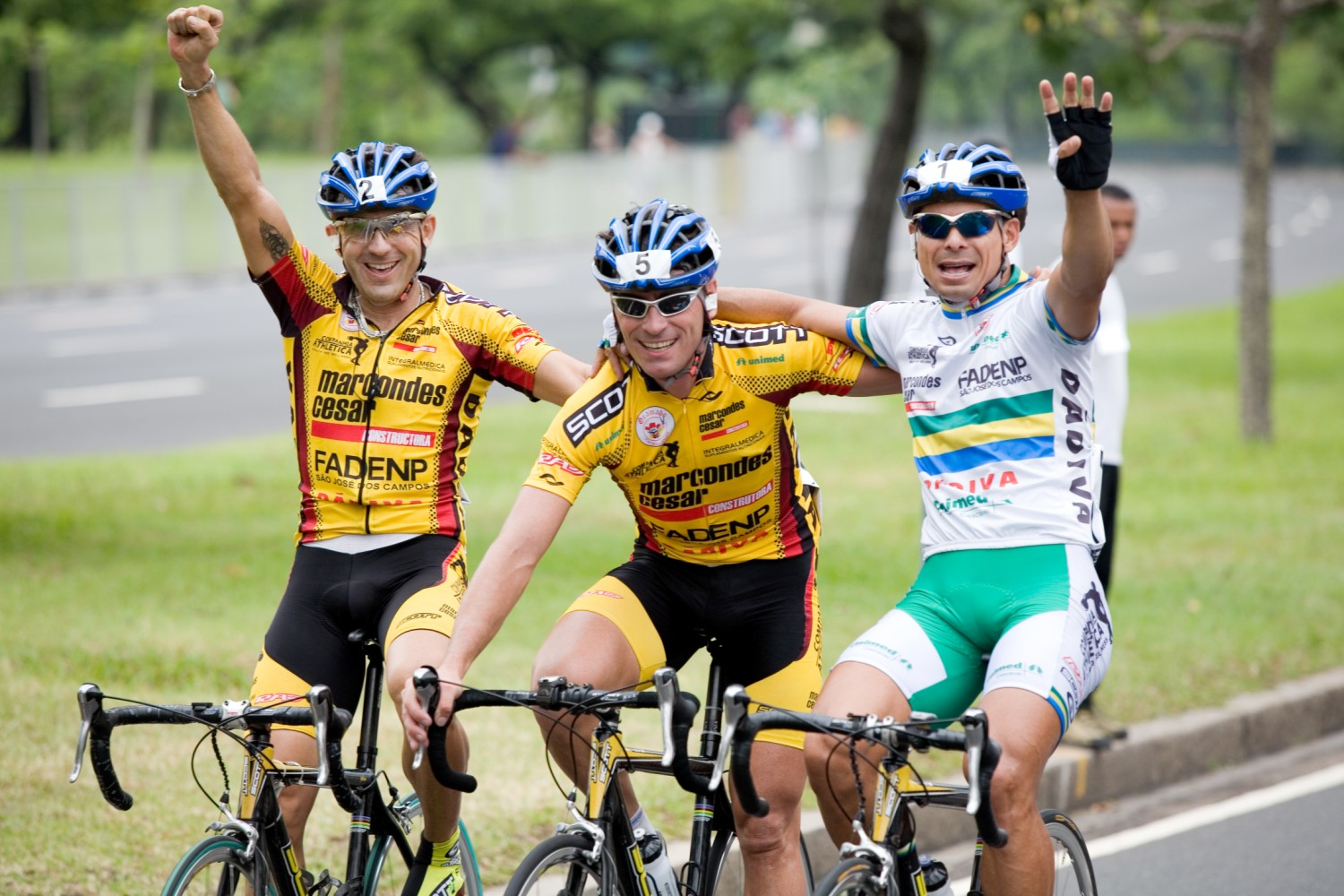
Copa America, Rogelim, May a Nilceu, 2008
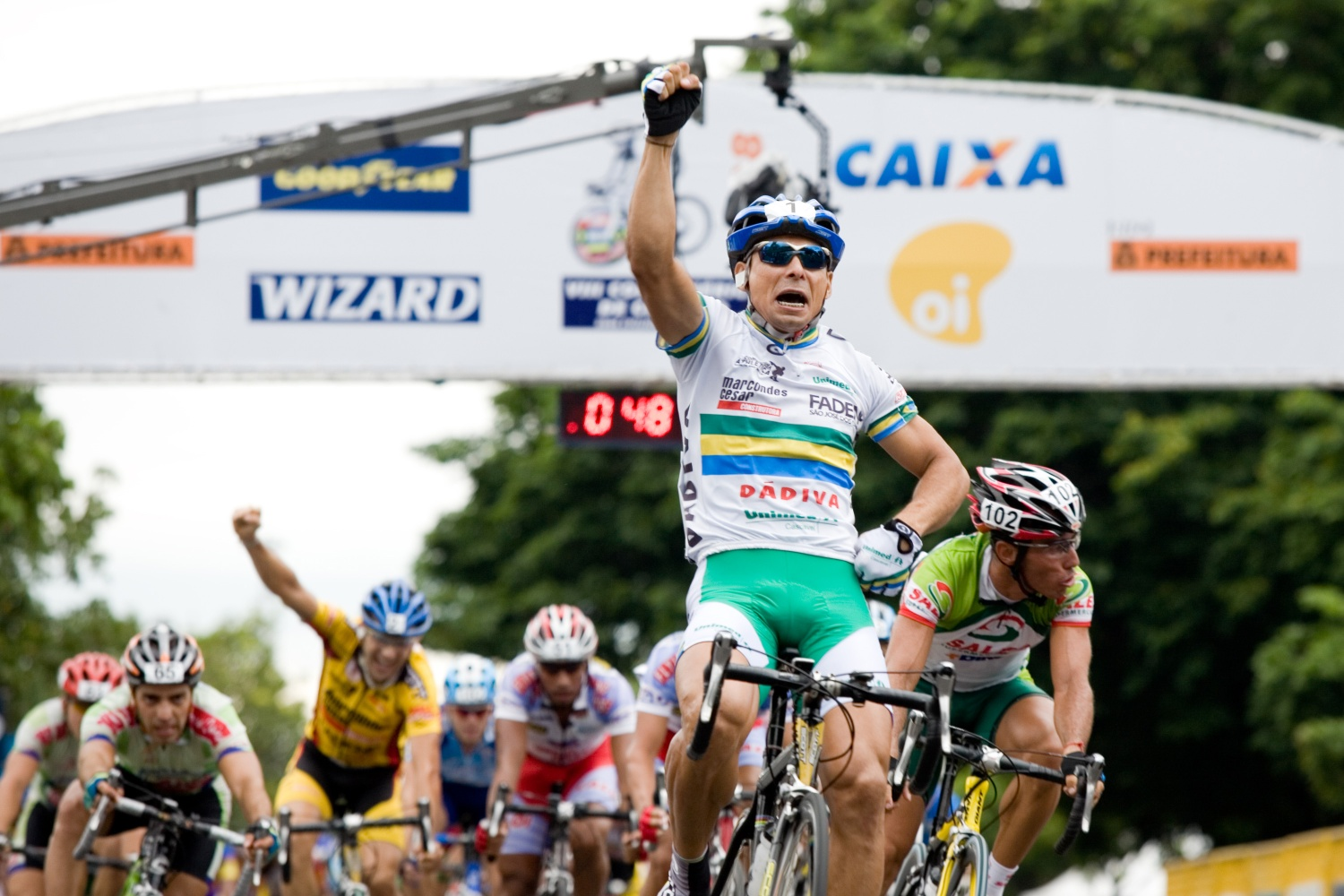
Nilceu Santos 2008
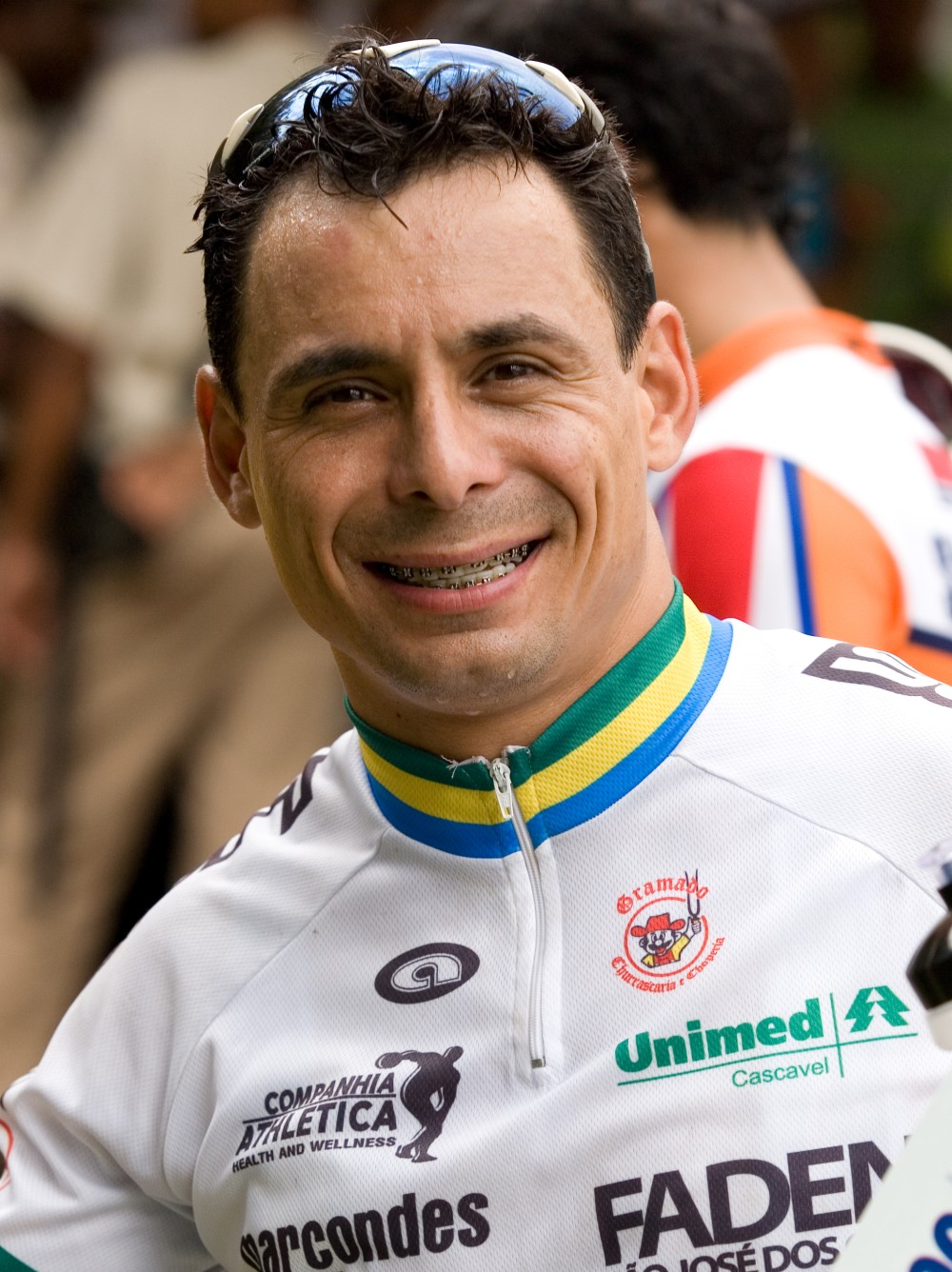
Nilceu Santos 2008